# Géocarpie

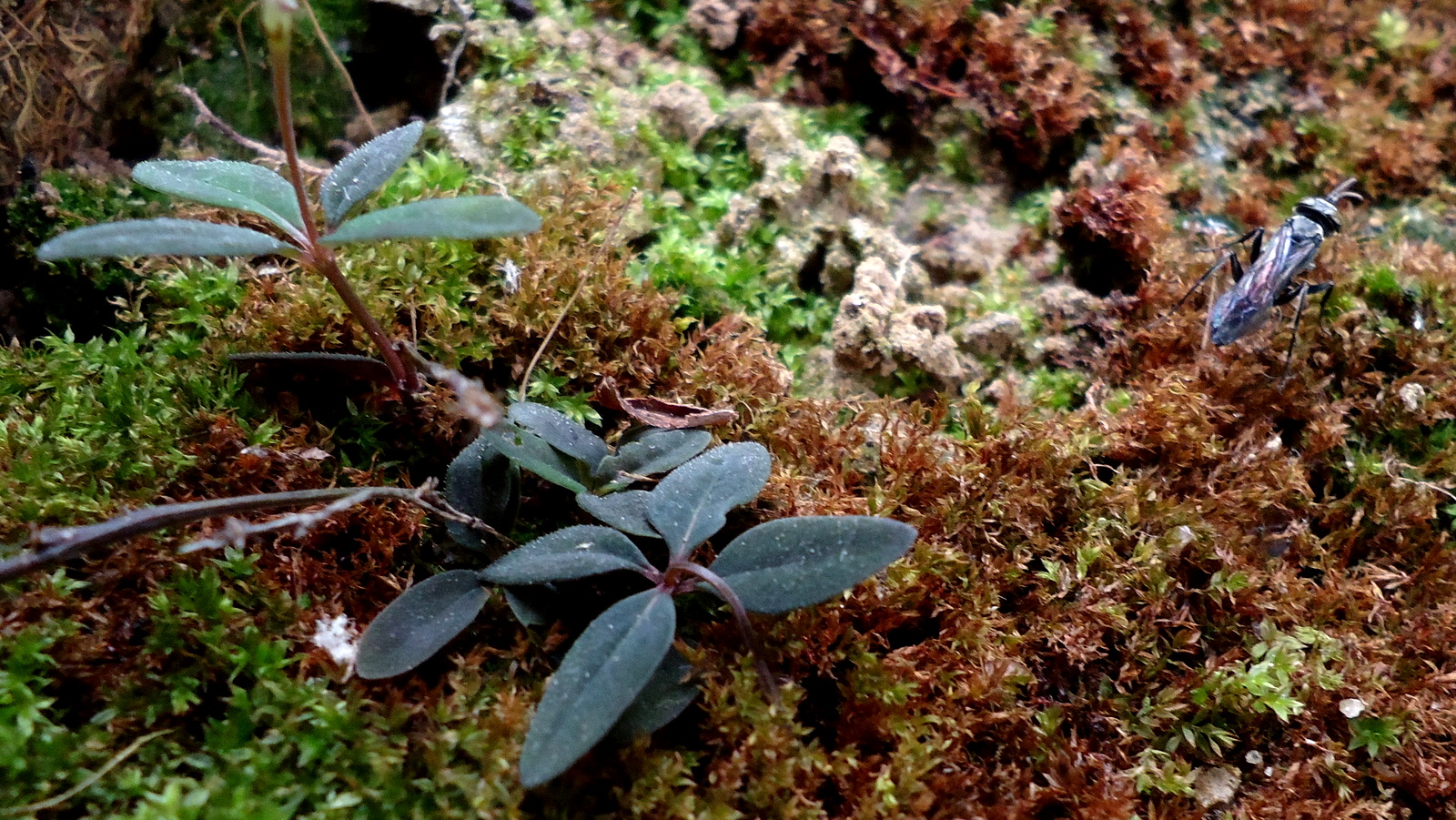
La géocarpie consiste à enterrer les fruits dans le sol (style arachide) ou dans une couverture végétale (comme ici). Plante de l'illustration : Spigelia genuflexa.

La géocarpie (du grec gê «terre» et karpos «fruit») est un moyen de reproduction des plantes extrêmement rare (une vingtaine d'espèces) dans lequel les plantes produisent des diaspores dans le sol à la suite d'une croissance hypogée. Il peut s'agir de fleurs souterraines (protogéocarpie) ou de fleurs aériennes, dont certaines parties pénètrent dans le sol après la floraison (hystérocarpie qui nécessite des sols souples souvent sableux). C'est un moyen efficace d'assurer un environnement approprié à la progéniture dans certains biotopes.
La géocarpie est également liée aux sols de solifluxion, où le dégel et le gel rapides du sol de surface provoquent un mouvement presque continu. Ce phénomène est répandu dans les zones de haute altitude d'Afrique de l'Est. Afin de se reproduire, les plantes géocarpiques plient leurs tiges afin que le fruit puisse être incrusté dans le sol pendant le processus de congélation tandis que le fruit est toujours attaché à la plante elle-même.
La géocarpie est plus fréquente dans les zones tropicales ou semi-désertiques, et les espèces géocarpiques peuvent être trouvées dans les familles Araceae, Begoniaceae, Brassicaceae (Cruciferae), Callitrichaceae, Convolvulaceae, Cucurbitaceae, Fabaceae (Leguminosae), Loganiaceae, Moraceae et Rubiaceae.

## Exemples
L'exemple le plus connu est l'arachide, Arachis hypogaea, mais ces autres espèces sont également géocarpes :
- Astragale (Astragalus)
- Ruine de Rome (Cymbalaria muralis)
- Cyclamen
- Trèfle souterrain (Trifolium subterraneum)
- Spigelia genuflexa
- Cardamine hirsute (Cardamine hirsuta)
- Biarum angustatum
- Pinanga subterranea